# The Homesteader
The Homesteader er en amerikansk stumfilm fra 1919 af Oscar Micheaux og Jerry Mills.

## Medvirkende
- Charles D. Lucas som Jean Baptiste
- Evelyn Preer som Orlean
- Iris Hall som Agnes Stewart
- Inez Smith som Ethel
- Vernon S. Duncan som N. Justine McCarthy